# Carex bicknellii
Espèce
Classification phylogénétique
Carex bicknellii est une espèce de plantes du genre Carex et de la famille des Cyperaceae.